# Cordillera de Andí
La cordillera de Andí (del ruso: Анди́йский хребе́т) es una de las cordilleras del Gran Cáucaso, en el sur de Rusia. Se separa de la cordillera principal junto al monte Borbalo hacia el nordeste, siguiendo la orilla izquierda del río Andískoye Koisu, constituyente del Sulak. Forma la línea divisoria de aguas entre el anterior río y el río Sunzha, de la cuenca del Terek. En sus vertientes nacen los ríos Aksái y Aktash.
La cordillera tiene una longitud de 60 km y una altitud máxima de 2 736 m. Está compuesta sobre todo de calizas del Cretácico. En las cimas el paisaje es de pradera, mientras que en las vertientes septentrionales es boscoso y en las meridionales, más abruptas, es de arbustos y hierba de estepa. La cordillera es frontera entre Chechenia y Daguestán.